# El regreso de Elliot Ness
The Return of Elliot Ness es un largometraje estadounidense hecho para la televisión en 1991.

## Sinopsis
En 1947, cuando Capone ya ha muerto, Elliot Ness vuelve de su retiro para descubrir a los autores de
la muerte de un excompañero. Fue la manera de que Stack, con algunos años más, volviese a recuperar el personaje que le dio fama.